# 지방 교회들
지방 교회들(The local churches)은 1920년대에 중국에서 시작하여 전 세계로 확산된 기독교 단체이다. 지방 교회들의 기본 조직 원리는 "각 도시마다 하나의 그리스도인들의 교회가 있어야 한다”는 것인데, 이것은 워치만 니가 1926년에 요한계시록 1:11의 아시아에 있는 일곱 교회를 해석할 때 처음 밝혀졌다. 지방 교회들은 이름을 갖지 않지만, 이들이 <작은 무리를 위한 찬송>(Hymns for the Little Flock)이라는 찬송가를 사용함으로 일부 외부인들은 이 단체를 "작은 무리"(Little Flock)라고 불렀다. 초창기부터 이 단체 구성원들은 그리스도에 대한 개인적인 체험과 신약에 따른 교회 실행의 본을 세우는 것을 강조했다. "지방 교회들"로 식별되는 모임들은 전 세계에서 발견될 수 있지만, 가장 많은 성도들이 중국에 있는 등의 이유로 구성원 숫자에 대한 활용 가능한 정확한 통계는 없다. 전 세계에 대략 오십 만에서 이백 만 명의 구성원이 있는 것으로 추정된다.

## 역사

### 기원
지방 교회들의 성장은 중국 푸저우에서 워치만 니가 개종한 것에서 시작된다. 워치만 니는 1922년에 소수의 신자들과 교단을 떠나서 모이기 시작했다. 이른 나이에 워치만 니는 그리스도인 사역에 일생을 헌신했고 1927년에 상하이로 이주 후에는 그리스도인의 믿음과 교회 실행에 관한 자신의 저술을 출판하기 시작했다.
워치만 니는 플리머스 형제회(Plymouth Brethren), 특히 존 넬슨 다비(John Nelson Darby)의 가르침에 감사를 표시했는데, 명칭을 갖지 않는 것, 복수의 장로 제도, 성직자 평신도의 구별을 거절함, 성만찬 중심의 예배를 포함한 워치만 니의 가르침의 다수가 그 근원을 따랐다. 1930년부터 1935년까지, 지방 교회들과 제임스 테일러와 연관이 있는 폐쇄파 형제회(Exclusive Brethren) 지부 간에 국제적인 교류가 있었다. 폐쇄파 형제회의 테일러 모임은 중국에 있는 교회들을 하나님의 병행 사업으로 보았다. 그러나 워치만 니와 다른 중국인 인도자들은 자신들 모임 밖의 그리스도인들과 함께 주의 만찬을 떼는 것을 그들이 금지하는 데 동의하지 않았다. 폐쇄파 형제회 인도자들은 워치만 니가 1933년에 영국과 북미를 방문하는 동안 런던의 T. 어스틴 스팍스(Austin-Sparks)와 하트 포드의 쏜턴 스턴스(Thornton Stearns)를 포함한 형제회 그리스도인이 아닌 사람들과 함께 떡을 뗀 것을 알게 되었을 때 문제가 곪아 터졌다. 2년 동안 뉴욕과 런던과 상하이의 인도자들 사이에 일련의 서한이 교환된 후, 1935년 8월 31일에 런던의 폐쇄파 형제회는 상하이와의 교제를 종료한다는 서한을 보냈다.
지방 교회들에 대한 그의 견해를 설명하는 워치만 니의 주요 저술인 <집회 생활>(The Assembly Life)과 <우리의 위임에 관하여>(Concerning Our Missions)는 폐쇄파 형제회에 대한 경험을 바탕으로 쓰였다. 워치만 니는 각 도시에는 오직 하나의 교회만 있어야 하고, 모든 그리스도인들은 교리나 실행의 차이와 관계없이 다만 같은 도시에 살고 있는 신자로서 함께 모여야 한다고 가르쳤다. 워치만 니는 이것이 그리스도인들 사이의 분열을 없애고 모든 신자들이 모일 수 있는 가장 광범위한 기초를 제공한다고 믿었다. 워치만 니와 위트니스 리 모두는 그 도시의 이름으로 교회들을 언급한 신약의 사례들을 강조했다(예를 들어, 사도행전에서 예루살렘에 있는 그리스도인들은 "예루살렘에 있는 교회"(NKJV)로 불렸고, 고전 1:2, 계 2:1, 8, 12, 18, 3:1, 7, 14를 포함한 다른 구절들에서도 마찬가지임). 워치만 니와 위트니스 리는 각 도시마다 하나의 교회가 있어야 하고 그 도시가 교회 관할 범위라고 가르쳤기 때문에, 지방 교회들 구성원들은 흔히 자신들의 회중을 "(도시 이름)에 있는 교회"라고 한다. 워치만 니에 따르면, 이것은 "그 지방에 있는 교회는 배타적이지 않고 포괄적이어야 함"을 의미한다. 즉, 그것은 "그리스도의 신앙과 실행 전반에 걸쳐 있는 모든 하나님의 자녀들을 포함시켜야만 한다."
워치만 니가 중국에 있는 지방 교회들을 인도했지만, 지방 교회들이 전 세계로 퍼져 나가게 된 것은 그의 동역자 중 한 명인 위트니스 리(Witness Lee)를 통해서였다. 두 사람은 1932년에 위트니스 리의 고향인 옌타이시(Yantai)에서 처음 만났다. 2년 후 위트니스 리는 워치만 니와 함께 일하기 위해 상하이로 이주했다. 위트니스 리가 맡은 책임들 중 하나는 워치만 니의 출판물 중 일부를 편집하는 것이었다. 그 후 몇 년 동안, 워치만 니는 많은 저술을 출판했고 교회 사역자들을 위해 정기적인 컨퍼런스와 훈련을 가졌다. 1949년 공산 혁명으로 중화 인민 공화국이 세워지기 전까지 워치만 니와 위트니스 리와 다른 일꾼들은 중국 전역에 700개가 넘는 지방 교회들을 세웠다. 공산 혁명이 끝날 무렵에, 워치만 니는 위트니스 리를 대만으로 보내어 그들의 사역이 정치적인 혼란기에도 살아남도록 했다.

### 1949년 이후에 성장함
중국이 한국 전쟁에 개입한 후인 1951년에 시작된 비난 운동(The Denunciation Movement)은 모든 외국인 선교사들을 추방하는 것을 포함하여 중국의 기독교 단체들을 외국의 영향으로부터 분리시키는 것을 목표로 했다. 선교회 교회들이 해체된 부산물로, 지방 교회들은 "회원 수의 급격한 증가”를 경험했다. 비난 운동은 삼자 개혁 운동에 참여하지 않는 주요 중국인 그리스도인들에게로 방향을 전환했다. 가족이 운영하는 제약 회사를 관리했던 워치만 니는 오반 운동(the Five-Anti Campaign) 기간인 1952년에 수감되었고, 20년 후 노동 교화소에서 사망했다. 한편 위트니스 리가 이끄는 대만에서의 사역은 65개 교회, 2만 명 이상의 구성원들로 성장했다. 위트니스 리는 1958년에 미국을 방문했고 1962년에 로스앤젤레스에서 처음으로 정착했다. 오늘날 미국에는 약 30,000명의 성도들, 250개의 지방 교회들이 있으며, 6개 대륙 모두에 지방 교회들이 있다.

## 교회 집회들
지방 교회들은 고린도전서 14:26과 같은 구절들을 근거로 그들의 집회에서 상호성을 실행한다("여러분이 함께 모일 때마다, 각 사람이 찬송시를 가지고 있고, 가르침을 가지고 있고, 계시를 가지고 있고, 다른 언어를 가지고 있고, 통역을 가지고 있습니다. 모든 것을 건축을 위하여 하십시오."). 참가자들은 찬송을 부르자고 하거나, 짤막한 논평을 하거나, 임의로 기도하도록 격려받는다. 이것은 구성원이 통상적으로 성경과 워치만 니와 위트니스 리의 책들과 <아침 부흥을 위한 거룩한 말씀>이라는 정기 간행물을 한 주 동안 연구한 내용을 바탕으로 한 사람씩 차례로 말하는 "신언 집회"에서 특히 눈에 띈다.

## 신앙고백
지방 교회들은 다음과 같이 믿는다.
1. 성경은 하나님의 말씀으로서, 단어마다 하나님의 영감으로 된 것이며(딤후 3:16), 하나님께서 사람에게 주신 완전하고도 유일한 신성한 계시의 기록이다(신 4:2, 12:32, 잠 30:5-6, 계 22:18-19).
2. 하나님은 한 분이시며(신 6:4, 고전 8:4하, 사 45:5상), 삼일(triune)—아버지와 아들과 성령(마 28:19)—이신 분으로서 영원토록 동시 존재하시고(마 3:16-17, 고후 13:14) 상호 내재하시면서(요 14:10-11), 세 위격(하이포스타세스)으로 구별되시지만 결코 분리되지 않으신다.
3. 그리스도는 하나님의 독생자(요 1:18, 3:16)이시며, 하나님 자신이시다(요 1:1). 그분은 육체 되심을 통하여 진정한 사람이 되셨고(요 1:14), 두 본성 곧 신성과 인성을 가지셨는데(롬 9:5, 딤전 2:5), 그 두 본성은 한 인격 안에서 결합되어 있지만 혼동이나 바뀜이 없이 구별되어 보존되며 제 삼의 본성을 형성하지 않는다.
4. 그리스도는 우리의 죄들을 위해 죽으셨다가 죽은 사람들 가운데 몸을 가지고 부활하셨으며(고전 15:3-4, 행 4:10, 롬 8:34), 하나님 우편으로 높이 올려져 만인의 주가 되셨다(행 5:31, 10:36). 또 그분은 그분의 신부인 교회를 위하여 다시 오실 것이며(요 3:29, 계 19:7), 만왕의 왕으로서 모든 나라들을 다스릴 것이다(계 11:15, 19:16).
5. 구원은 오직 은혜에 의해서만, 오직 믿음으로만, 오직 그리스도 안에서와 그분의 완성하신 일 안에서만(엡 2:5, 8) 이뤄진다. 구원의 결과로 우리는 하나님 앞에서 의롭다 함을 받고(롬 3:24, 28, 갈 2:16) 하나님에게서 태어나 그분의 자녀들이 된다(요 1:12-13).
6. 교회는 그리스도의 유일한 몸이며 그리스도께서 이루신 일의 결과이다(엡 1:22-23). 교회는 그리스도 안에 있는 모든 진정한 믿는 이들로 구성되며(롬 12:5, 고전 12:12), 신약의 계시에 따라 시간과 공간 안에서 지방에 있는(local) 교회들로 나타난다. 각 도시에 있는 교회는 해당 도시에서 어디서 모이든 어떻게 자신들을 달리 분간하든지 상관없이 모든 믿는 이들을 포함한다(고전 1:2, 살전 1:1, 계 1:11).
7. 그리스도 안에 있는 모든 믿는 이들은 영원토록 새 하늘과 새 땅에서 새 예루살렘 안에 있는 신성한 축복에 참여하게 될 것이다(계 21:1—22:5).

## 심층 평가
2000년 대의 처음 10년 동안, 지방 교회들은 두 가지에서 광범위한 평가 대상이 되었다. 이러한 평가들은 수십 년에 걸친 논쟁을 배경으로 수행되었다(지방교회 논쟁들 참조). 첫 번째는 풀러 신학교의 교수진이 수행했다. 풀러 교수진은 2년 간의 연구 끝에, "지방 교회들과 그 구성원들의 가르침들과 실행들이 본질적인 모든 방면에서 진실하고 역사적이고 성경적인 그리스도인 신앙을 대표하고 있다는 것이 풀러 신학교의 결론"이라고 밝혔다. 크리스천 리서치 인스티튜트(Christian Research Institute)는 6년 간의 연구 끝에, 2009년 12월 저널에 "우리가 틀렸었다(We Were Wrong)"라는 제목의 특집판을 게재했다. 행크 해네그래프(Hank Hanegraaff), 엘리옷 밀러(Elliot Miller), 그레첸 파산티노(Gretchen Passantino)는 거기에 이전의 비판을 완전히 뒤집는 연구 결과를 발표하였다.

## 같이 보기
- 주의 회복
- 지방교회
- 워치만 니
- 위트니스 리